# Abdul-Wahid Aziz
Abdul-Wahid Aziz (arabiska: عبد الواحد عزيز), född 1931 i Basra i Irak, död 1982, var en irakisk tyngdlyftare. Vid olympiska sommarspelen 1960 i Rom vann han en bronsmedalj, det var Iraks första och hittills (2012) enda olympiska medalj. Aziz vann också en bronsmedalj vid VM 1959 i Warszawa.